# Peter Raimund (Carcassonne)
Peter Raimund (franz: Pierre Raymond, okzit: Pere Ramon; † um 1061) war seit 1012 Graf eines Teils von Carcassonne und Vizegraf von Béziers und Agde. Er war der älteste Sohn von Graf Raimund I. Roger († um 1011) und dessen Ehefrau Garsinde (Garsendis), der Erbin von Béziers und Agde.
Da Peter Raimunds Vater noch vor dem Großvater Graf Roger I. dem Alten starb, ging dessen Erbe, die Grafschaft Carcassonne, direkt auf Peter Raimund und seinen jüngeren Bruder Wilhelm Raimund über. Beide Brüder teilten sich nun die Herrschaft über Carcassonne.
Wilhelm Raimund starb 1034 und hinterließ drei unmündige Söhne, für die Bischof Peter Roger von Girona, der Onkel Peter Raimunds, die Vormundschaft übernahm. Nachdem der Bischof 1050 verstarb, vermachte dieser seinen Anteil an Carcassonne jedoch nicht Peter Raimund, sondern an den Cousin Graf Roger I. von Foix, der als Roger II. nun Graf eines Teils von Carcassonne war.
Graf Peter Raimund starb um das Jahr 1061.

## Ehe und Nachkommen
Graf Peter Raimund war mit einer adligen Frau namens Rangarde (Raingarde) verheiratet. Ihre Herkunft ist umstritten, so wird sie entweder als Tochter des Grafen Wilhelm III. von Toulouse oder des Grafen Bernard I. von La Marche identifiziert. Ihre Kinder waren:
- Raimund Roger/Roger III. († 1067), 1061 Graf eines Teiles und 1067 Graf von ganz Carcassonne, 1062 Graf von Razès, Vizegraf von Béziers und Agde
- Ermengarde († um 1100), Erbin von Carcassonne, Razès, Béziers und Agde, ⚭ Vizegraf Raimund Bernard Trencavel von Albi und Nîmes. Sie sind die Stammeltern des Hauses Trencavel.
- Garsinde, ⚭ vermutlich Raimund II., Vizegraf von Narbonne
- Adelaide († um 1102), ⚭ Wilhelm Raimund, Graf von Cerdanya